# چارلز دبلیو. کثکارت
چارلز دبلیو. کثکارت (به انگلیسی: Charles W. Cathcart) سناتور سابق عضو حزب دموکرات ایالات متحده آمریکا بود. وی در سال ۱۸۵۲ تا ۱۸۵۳ میلادی سناتور ایالت ایندیانا در سنای ایالات متحده آمریکا بود.